# Jeannette
Jeannette [ʒaˈnɛt] ist ein aus dem Französischen stammender weiblicher Vorname. Er ist das Diminutiv zu Jeanne. Die deutsche Version des Namens ist Johanna, stammt von Johannes, aus dem Hebräischen kommend, ab und bedeutet „Gott ist gnädig“.

## Varianten
- Jeanette
- Janet
- Jannetta
- Jeannet
- Janette

## Namensträger

### Vorname
- Jeannette Altwegg (1930–2021), britische Eiskunstläuferin
- Jeannette Arndt (* 1970), deutsche Schauspielerin und Regisseurin
- Jeannette Auricht (* 1970), deutsche Politikerin (AfD)
- Jeannette Baltzer (1858–1913), deutsche Schriftstellerin
- Jeannette Barth, Ruderin
- Jeannette Batti (1921–2011), französische Schauspielerin
- Jeannette Gräfin Beissel von Gymnich (* 1953), deutsche, aus den USA stammende Autorin
- Jeannette Brosig-Koch (* 1974), deutsche Wissenschaftlerin, Professorin für Volkswirtschaftslehre
- Jeannette Büsser (* 1973), Schweizer Politikerin (Grüne)
- Jeannette Charles (1927–2024), britisches Double von Queen Elisabeth II
- Jeannette Dyer (* 1986), US-amerikanische Fußballspielerin und -trainerin
- Jeannette Fischer (* 1954), Schweizer Psychoanalytikerin
- Jeannette Fischer (* 1959), Schweizer Opernsängerin (Sopran) und Gesangspädagogin
- Jeannette Götte (* 1979), deutsche Fußballspielerin
- Jeannette Guyot (1919–2016), französische Widerstandskämpferin
- Jeannette Hope (* 1942), australische Archäologin und Paläontologin
- Jeannette Howard Foster (1895–1981), US-amerikanische Autorin, Bibliothekarin und Hochschullehrerin
- Jeannette Lambert (* 1965), kanadisch-niederländische Jazzsängerin
- Jeannette Lander (1931–2017), deutsche Schriftstellerin
- Jeannette Losa (* 1962), Schweizer Politikerin (Grüne)
- Jeannette Martins (* 1967), deutsche Politikerin (Grüne)
- Jeannette Miller (Schriftstellerin) (* 1944), dominikanische Lyrikerin und Erzählerin, Essayistin, Pädagogin und Kunsthistorikerin
- Jeannette Pennings (* 1977), niederländische Bobfahrerin
- Jeannette Pilou (1937–2020), italienische Opernsängerin griechischer Abstammung
- Jeannette Piccard (1895–1981), US-amerikanische Ballonfahrerin
- Jeannette Rankin (1880–1973), US-amerikanische Politikerin, Frauenrechtlerin und Friedensaktivistin
- Jeannette Schmid (* 1958), deutsche Psychologin, Hochschullehrerin und Autorin
- Jeannette Schmidt Degener (1926/1927–2017), nigrische Unternehmerin und Politikerin
- Jeannette Thurber (1850–1946), US-amerikanische Musikmäzenin; sowie Gründerin und Präsidentin der National Conservatory of Music of America in New York City
- Jeannette Walls (* 1960), US-amerikanische Journalistin und Autorin
- Jeannette Wing (* 1956), US-amerikanische Informatikerin
- Jeannette Wopperer (* 1967), deutsche Politikerin (CDU), MdL
- Jeannette Yango (* 1993), kamerunische Fußballspielerin
- Jeannette Zarou (* 1942), kanadische Sopranistin
- Jeannette Augustus Marks (1875–1964), US-amerikanische Professorin für Theater
- Jeannette C. Armstrong (* 1948), kanadische Literatin und Gründerin des indigenen Informations- und Bildungszentrum En'owkin Centre
- Jeannette Lewin (* 1972), niederländische Hockeyspielerin

### Familienname
- Buddy Jeannette (1917–1998), US-amerikanischer Basketballspieler und -trainer
- Gunnar Jeannette (* 1982), US-amerikanischer Autorennfahrer
- Stanick Jeannette (* 1977), französischer Eiskunstläufer

## Geographische Objekte
- Jeannette (Pennsylvania), eine Kleinstadt in den USA
- Jeannette-Insel, eine Insel in der Ostsibirischen See